# Wangaratta (spel)

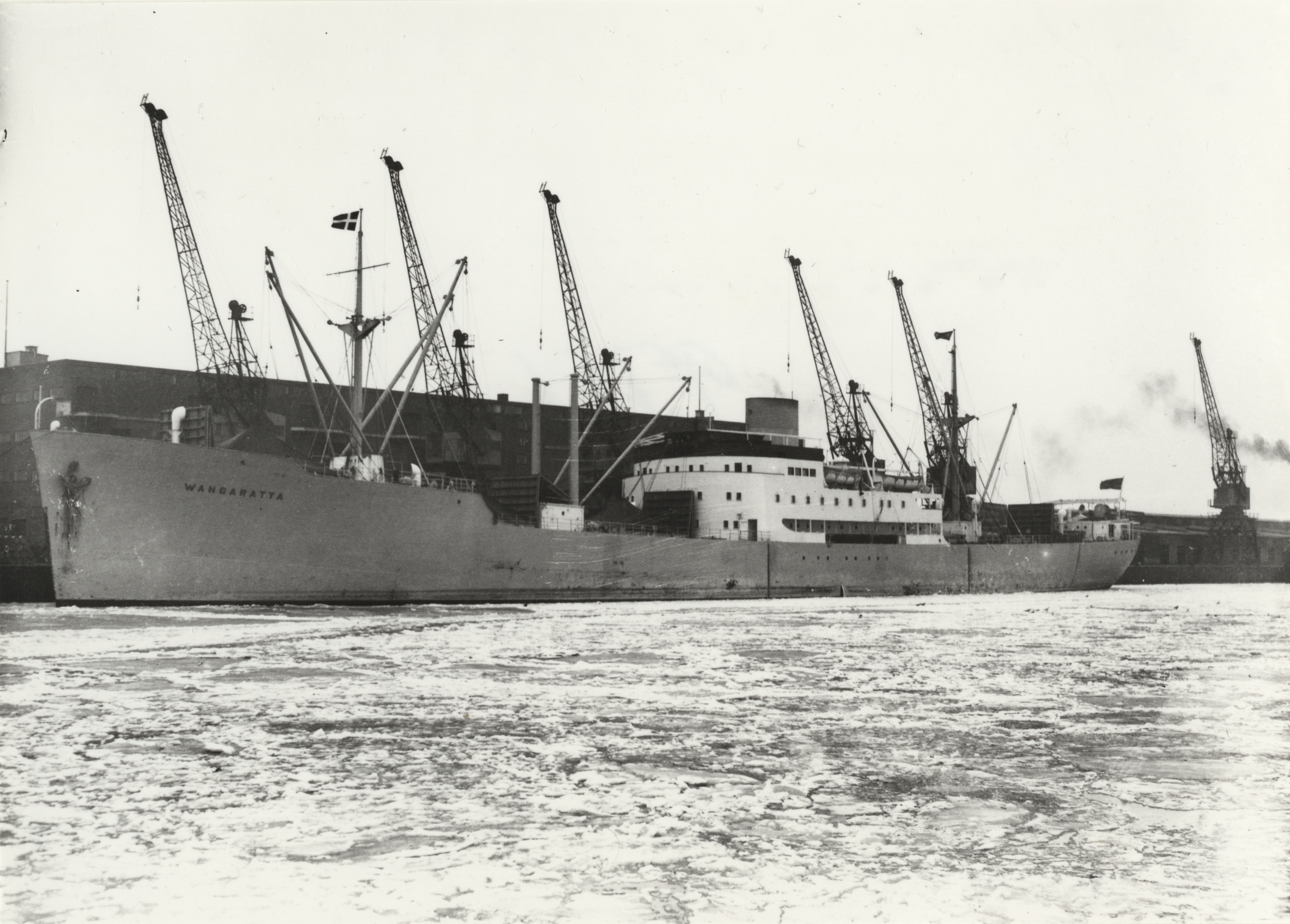
M/S Wangaratta i Köpenhamns hamn.

Wangaratta är ett svenskt sällskapsspel som utgavs av Alga på 1950- eller 60-talet (utan angivande av årtal eller spelkonstruktör). Det fick sitt namn efter fraktfartyget  m/s Wangaratta vars bild pryder spellådans lock. Båten i sin tur fick namnet efter staden Wangaratta i den australienska delstaten Victoria, som dock inte ligger vid kusten.
Wangarattas tema är världsomspännande sjöfartshandel - spelarna fraktar gods med fartyg. I början måste man chartra dem, men så småningom får man köpa egna. En resa går ut på att hämta varor (oftast från Afrika eller Sydamerika) och sälja dem i London eller New York. Man får äga eller chartra två fartyg åt gången. Spelet slutar när någon har genomfört tre framgångsrika resor med egna köpta fartyg i olika storleksklasser.
Wangaratta erbjuder ett fåtal taktiska vägval. Till exempel kan man välja var man vill sälja varorna, vilken väg de ska transporteras (även över land i vissa fall) och vilket fartyg man vill prioritera med sina tärningsslag.
Spelet har utgivits i två uppdaterade versioner. Nya Wangaratta kom ut i två versioner på 1960- och 1970-talet. Wangaratta, Det klassiska sjöfartspelet utgavs 1994. Spelet har även givits ut i flera versioner av andra förlag i Norge, Danmark och Finland.

## Kritik
Trots spelets tema tjänar man mer pengar på valutaaffärer än på själva rederiverksamheten. Varje drag får man växla en summa pengar. Kurserna på pund, dollar och kronor varierar mycket mera dramatiskt i spelet än i verkligheten, så den vinnande strategin går ut på att ignorera fartygsfrakten till en början för att bygga upp en ointaglig förmögenhet genom valutahandel.